# Frede Castberg

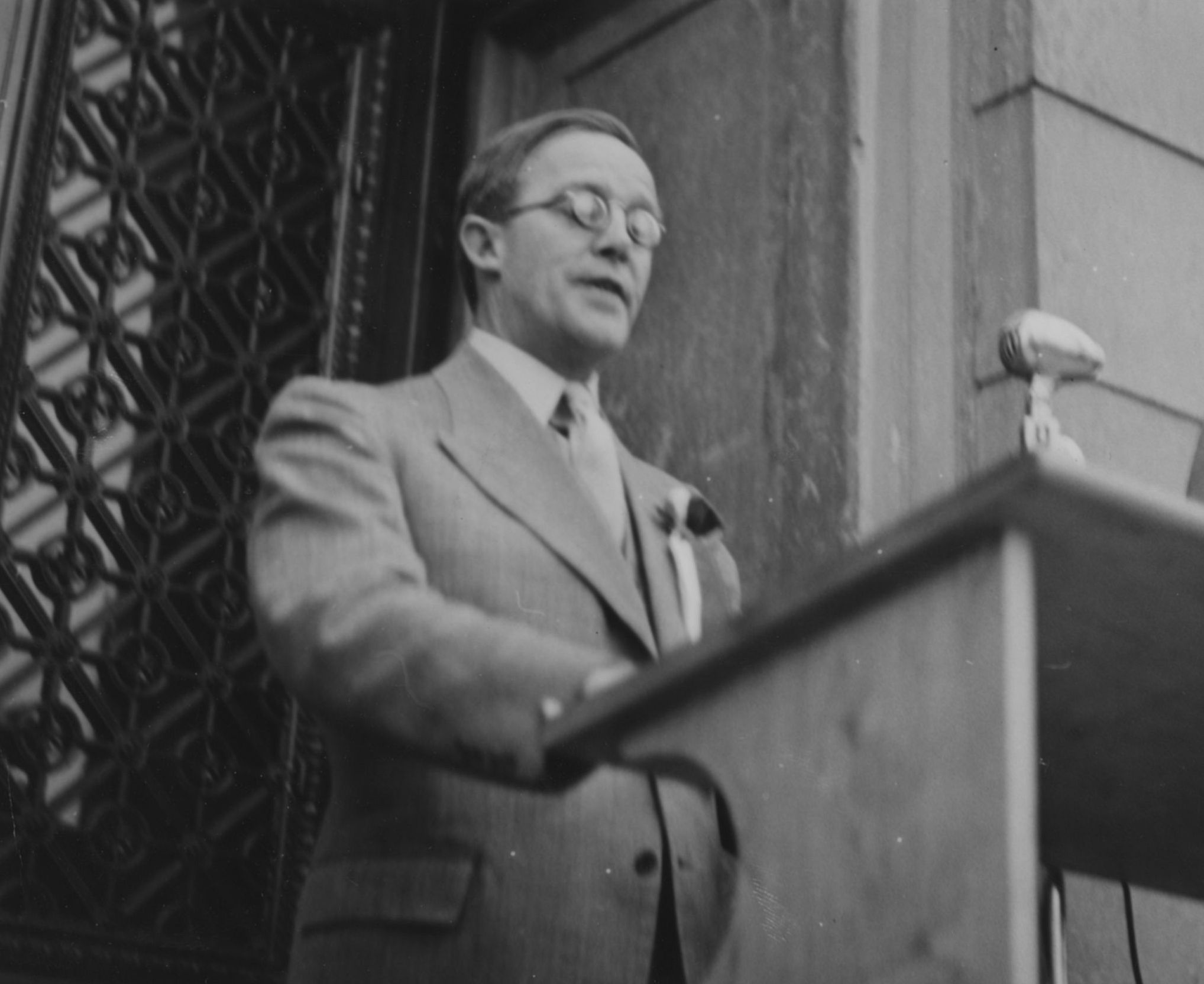
Frede Castberg hält am 17. Mai 1944 als Flüchtling in Schweden eine Rede

Frede Castberg (* 4. Juli 1893 in Gjøvik, Oppland; † 4. November 1977 in Oslo) war ein einflussreicher norwegischer Jurist des 20. Jahrhunderts. Er war 35 Jahre lang Professor an der Universität Oslo, Autor zahlreicher Lehrbücher und leistete wichtige Beiträge zum Verfassungsrecht, Verwaltungsrecht, Völkerrecht und zur Rechtsphilosophie. Er war maßgeblich beteiligt an der Einführung der Politikwissenschaft als eigenständiges Universitätsfach.

## Familie
Frede Castberg entstammt einer alten norwegischen Familie, die ursprünglich aus Ostjütland kam und seit dem 17. Jahrhundert immer wieder prominente Mitglieder hervorbrachte. Fredes Großvater Johan Christian Tandberg Castberg (1827–1899), ursprünglich Zollbeamter und Zeitungsredakteur, wurde später Parlamentsabgeordneter. Er gründete eine kinderreiche Familie, deren Mitglieder sich sozialpolitisch engagierten. Fredes Vater Johan Castberg (1862–1926) war Richter und radikaler Venstre-Politiker, mehrmals Minister und setzte 1915 die Gleichstellung unehelicher Kinder sowie die staatliche Bevorschussung der Alimente durch. Johans Schwester Hanna Castberg von der Lippe betätigte sich als Schriftstellerin und Frauenrechtlerin.
Fredes Mutter Karen Kathrine (1867–1932) war eine geborene Anker, nämlich die Tochter von Herman Anker, dem Gründer der ersten norwegischen Volkshochschule. Auch die Anker sind eine prominente Familie aus dem 17. Jahrhundert, jedoch schwedischen Ursprungs. Ihre Schwester Katti Anker Møller war Mitarbeiterin ihres Schwagers Johan bei seinen familienpolitischen Bestrebungen. Eine weitere Schwester, Ella Anker, war ebenfalls Frauenrechtsaktivistin, aber vor allem Journalistin.
Frede Castberg war zweimal verheiratet. Am 12. April 1921 heiratete er Synnøve Reimers (1900–1990), die Tochter der Opernsängerin Cally Monrad aus deren erster Ehe. Diese Ehe wurde 1925 aufgelöst und Synnøve verehelichte sich anschließend mit Fredes Cousin Frits von der Lippe (Sohn der oben erwähnten Hanna Castberg).
Am 7. Februar 1927 heiratete Frede Castberg erneut, diesmal seine Cousine Ella Trede Anker (1903–1974), die Tochter von Nils Bodvid Anker (1878–1943) und Gudrun Nilssen (1875–1958). Dieser Ehe entsprang die Tochter Sissel Castberg (1927–1988), die als Schriftstellerin, Journalistin und Aktivistin der Lesbenbewegung bekannt wurde.

## Karriere

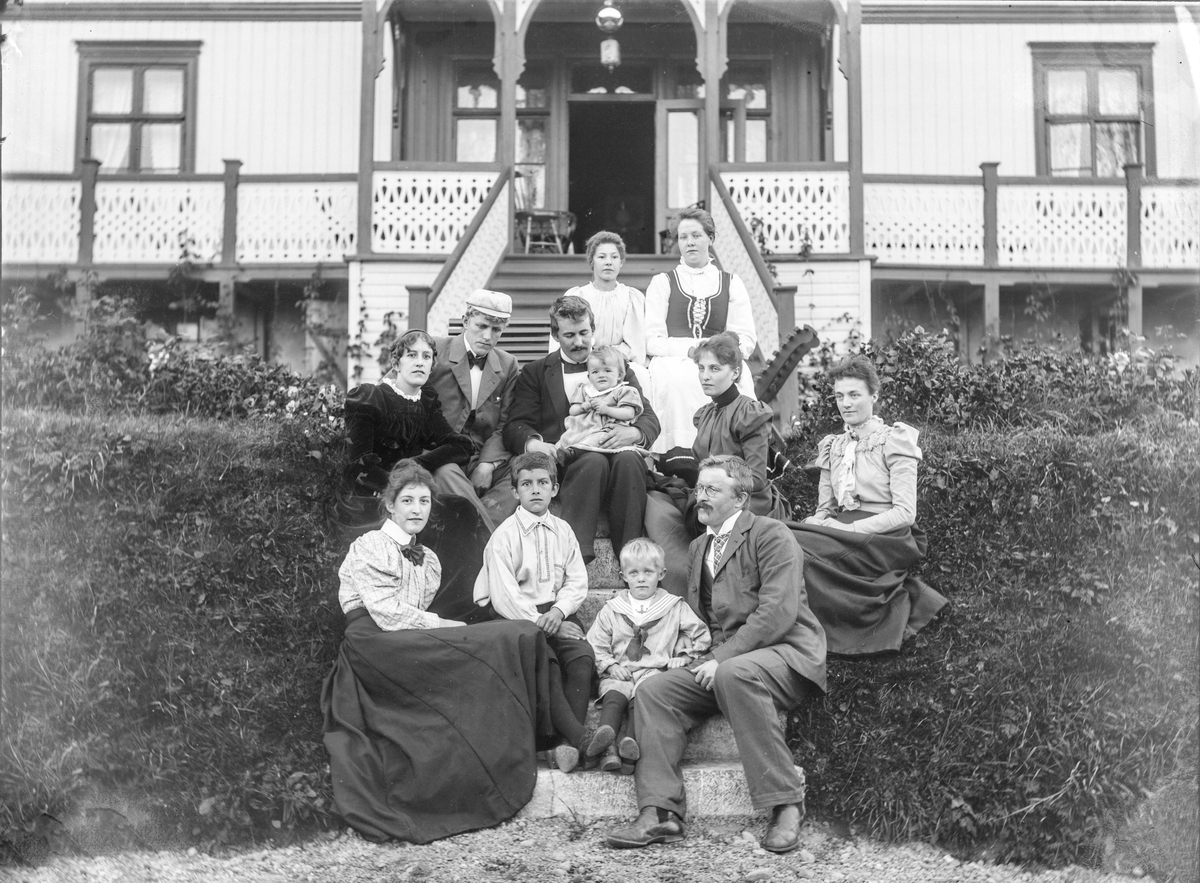
Foto der Familie Castberg kurz vor 1900: Johan Castberg (unten rechts sitzend), seine Ehefrau Karen Anker (ganz rechts sitzend), Frede Castberg (Kind im Matrosenanzug, vorne sitzend). In der zweiten Reihe Hanna Castberg, Leif Castberg (mit Hut), Torgrim Castberg (mit einem Kind auf dem Schoß), Katti Anker Møller (?)

Frede Castberg legte 1911 sein Abitur und 1914 seinen juristischen Abschluss ab. Anschließend war er Referendar in Vadsø und hielt sich zu Studienzwecken in Frankreich und Großbritannien auf. 1921, also erst als 28-Jähriger, promovierte er über Grunnlovens forbud mot å gi lover tilbakevirkende kraft (Das in der Verfassung verankerte Rückwirkungsverbot) zum Doktor juris. 
Ab 1925 war er im Außenministerium als Berater beschäftigt. 1928 wurde er von der Universität Oslo zum Professor ernannt, allerdings „erst nach mehreren Runden mit drei zu zwei Stimmen in der Gutachterkommission für die Stelle als kompetent erklärt.“ Trotzdem erwies er sich als guter Lehrer und Autor, wurde Dekan der Fakultät und war von 1952 bis 1957 Universitätsrektor.
Während der Besetzung Norwegens im Zweiten Weltkrieg wurde Castberg vorübergehend von den Deutschen verhaftet. Um einer erneuten Verhaftung zu entgehen, floh er im Februar 1944 nach Schweden. Die Zeit bis zur deutschen Kapitulation verbrachte er teils in Stockholm und teils bei der norwegischen Exilregierung in London.
Frede Castbergs Hauptwerk ist Norges statsforfatning (Norwegens Verfassung), die er dem Andenken seines Vaters Johan Castberg widmete. 1935 erstmalig erschienen, 1964 in dritter Auflage herausgegeben, ist das Buch noch heute ein Standardwerk zu Verfassungsfragen. Neu in dem Buch war die Darstellung des Notstandsrechts, das später während der Besatzungsjahre eine unerwartete Bedeutung erlangen sollte. 
Innledning til forvaltningsretten (Einführung in das Verwaltungsrecht) von 1938 war ebenfalls ein Pionierwerk. Es behandelt die Rechtsprechung, die zu entscheiden hatte, ob der Verwaltung Fehler unterlaufen waren, die eine Entscheidung ungültig machen würden oder Schadenersatzansprüche begründen würden. Zu dieser Zeit war die positivrechtliche Regelung der Verwaltungstätigkeit noch wenig detailliert und das Lehrbuch schloss diese Lücke. 
Als Berater des Außenministeriums in völkerrechtlichen Fragen spielte Castberg über 50 Jahre lang auch eine politische Rolle. Zum Völkerrecht verfasste er zahlreiche Abhandlungen auch für das internationale Publikum in englischer und französischer Sprache. Als Rechtsphilosoph „war er ein Verfechter der traditionellen Auffassung, dass das Recht eines Landes ein System verbindlicher Normen für das menschliche Verhalten sei und dass es Aufgabe der Rechtswissenschaft sei, diese Normen zu klären und darzustellen.“

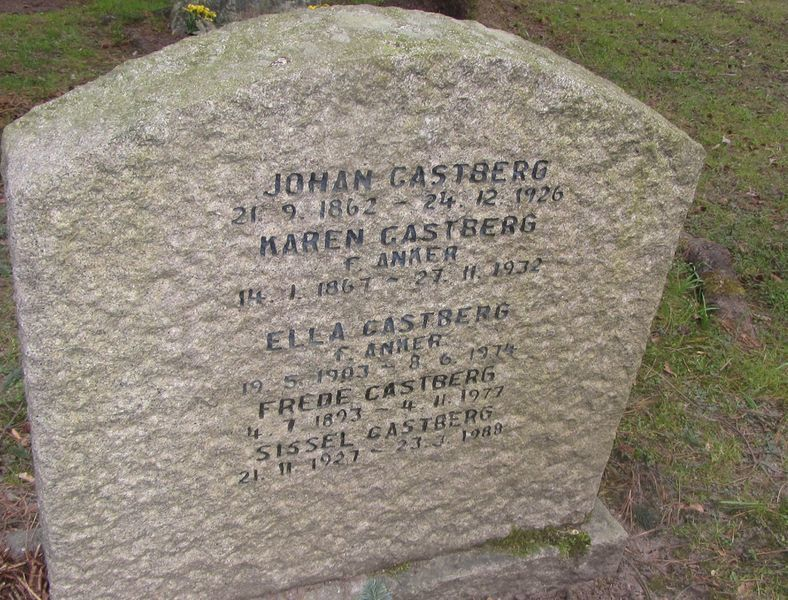
Grabstein für Frede Castberg, seine Eltern Johan und Karen, seine Ehefrau Ella, seine Tochter Sissel

In seinem Buch Rett og revolusjon i Norge (Recht und Revolution in Norwegen) erörterte Castberg verschiedene norwegische revolutionäre Bewegungen, von den bondeoppløpene (Bauernaufständen) von 1818 bis zur AKP(m-l) in den 1970er Jahren, und diskutierte die Revolution als ethisches Problem. Er wurde initiativ, um an der Universität Oslo politikwissenschaftliche Studien einzuführen, und er war auch gegenüber der Rechtssoziologie sehr positiv eingestellt. In seinen Memoiren betont er, dass es wichtig sei, die Rechtsprechung quasi von außen zu betrachten und sie in ihren sozialen Kontext einzuordnen. Im Naturrecht sah er die Voraussetzung für die Idee der Menschenrechte, die ab den 1950er Jahren in den Mittelpunkt seiner Arbeit rückten. Er war zehn Jahre lang der Vertreter Norwegens in der Europäischen Menschenrechtskommission. 
Nach seiner Emeritierung 1963 wurde er landesweit bekannt, als er 1966 im Fernsehen ohne Manuskript fünf halbstündige Vorträge über politische Erinnerungen aus seiner frühen Kindheit bis 1950 hielt. Dies war in den Anfängen des Fernsehens, und die Resonanz war beträchtlich: „Briefe sind bei mir eingetroffen, unbekannte Menschen haben mich auf der Straße angesprochen und über diese Reden gesprochen.“ (Castberg in seinen Memoiren, zitiert in).
Castbergs Anerkennung ging über Norwegen hinaus. Er war Ehrendoktor mehrerer ausländischer Universitäten und Inhaber ausländischer Ehrenzeichen und er bekleidete von 1962 bis 1976 das Amt des Präsidenten der Akademie für internationales Recht in Den Haag. 1954 wurde er zum Kommandør med stjerne (Kommandeur mit Stern) des Sankt-Olav-Ordens ernannt.
„Aufgeschlossenheit, Menschlichkeit und Toleranz waren wesentliche Merkmale von Frede Castbergs Persönlichkeit. Er besaß eine außergewöhnliche Fähigkeit, mit Menschen umzugehen und Konflikte und Widersprüche zu entschärfen. Seine starke Stellung in seiner Zeit verdankte er nicht nur seiner fachlichen Autorität, sondern zu einem großen Teil auch seinen menschlichen Qualitäten.“ (Johs. Andenæs)

## Schriften (Auswahl)
(Quelle)

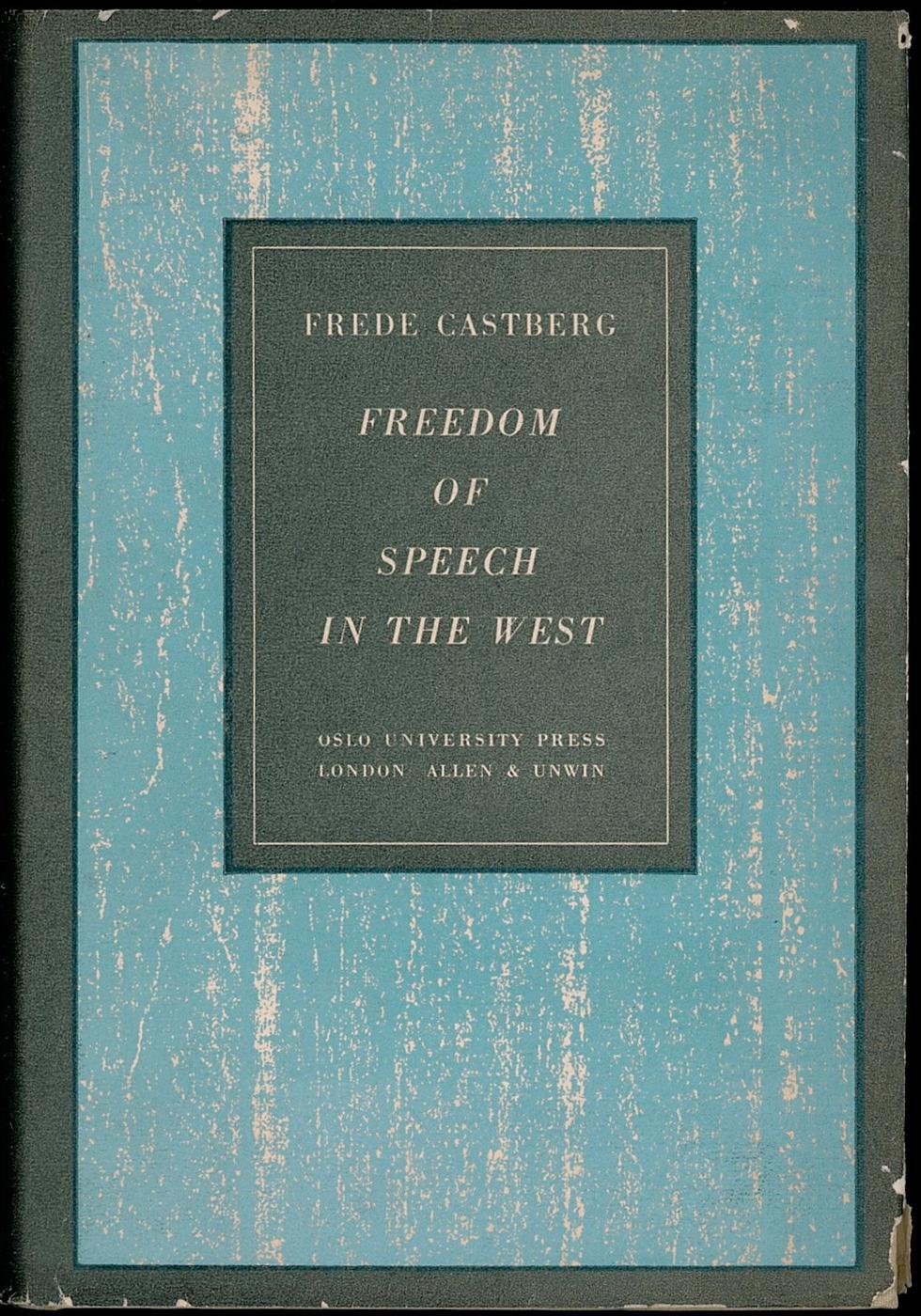
Frede Castberg: Freedom of Speech in the West. 1960

- Norges statsforfatning. (Norwegens Verfassung.) (2 Bände). 1935.
- Folkerett. (Völkerrecht.) 1937.
- Innledning til forvaltningsretten. (Einführung in das Verwaltungsrecht.) 1938.
- Rettsfilosofiske grunnspørsmål. (Grundlegende Fragen der Rechtsphilosophie.) 1939
  - englisch: Problems of legal philosophy. Bergen 1948, 2. revided edition Oslo / London 1957
  - französisch: La philosophie du droit. 1970.
- Norge under okkupasjonen; rettslige utredninger 1940–1943. (Norwegen während der Besatzungszeit; Rechtsgutachten 1940–1943.) 1945.
- Statsreligion og kirkestyre: utredning avgitt 21. november 1953 etter oppdrag av Kirke- og undervisningsdepartementet. (Staatsreligion und Kirchenleitung: Untersuchung, vorgelegt am 21. November 1953 im Auftrag des Ministeriums für Kirche und Bildung) 1953.
- Freedom of Speech in the West. A Comparative Study of Public Law in France, the United States and Germany. Oslo University Press – Allen & Unwin, Oslo & London 1960.
- Den Europæiske konvention om menneskerettighetene. (Die Europäische Menschenrechtskonvention.) 1971.
- Minner om politik og vetenskap fra årene 1900–1970. (Erinnerungen an Politik und Wissenschaft aus den Jahren 1900–1970.) 1971.
- Rett og revolusjon i Norge. (Recht und Revolution in Norwegen.) 1973.